# 577 (tal)
577 är det naturliga heltal som följer 576 och följs av 578.

## Matematiska egenskaper
- 577 är ett udda tal.
- 577 är ett primtal[1].
- 577 är ett defekt tal.
- 577 är ett Prothtal.
- 577 är ett lyckotal.
- 577 är ett Kvadratfritt tal.

## Inom vetenskapen
- 577 Rhea, en asteroid.